# Agrostis calderoniae
Agrostis calderoniae är en gräsart som beskrevs av Acosta. Agrostis calderoniae ingår i släktet ven, och familjen gräs. Inga underarter finns listade i Catalogue of Life.